# Devilock

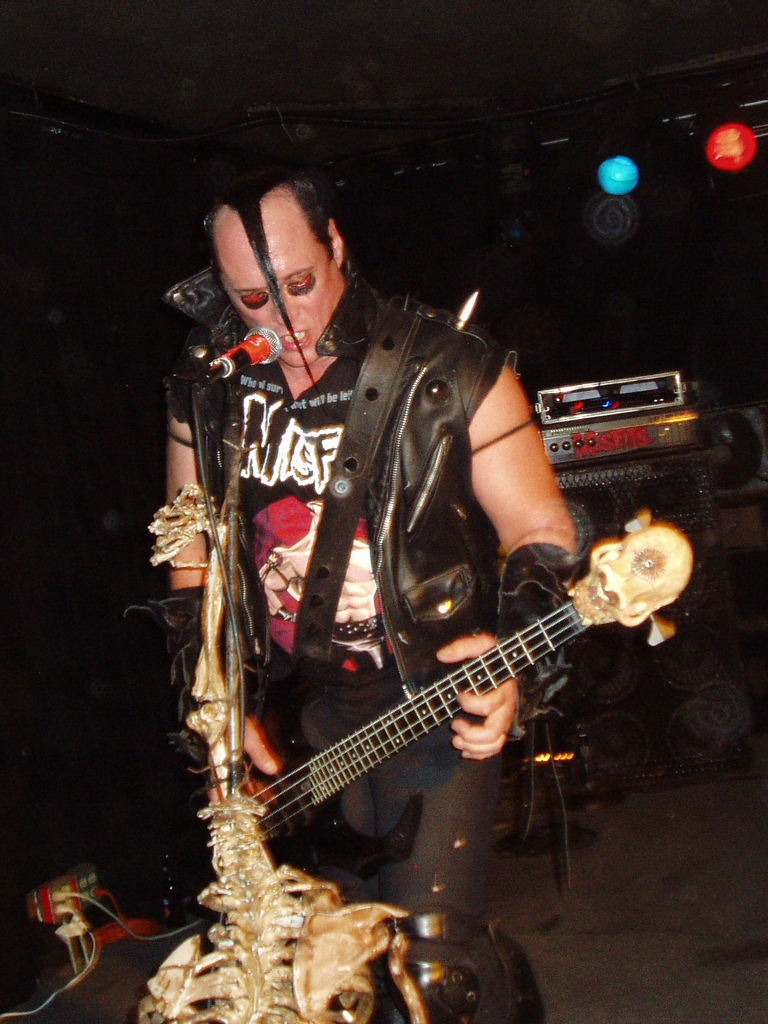
Jerry Only ostentando um Devilock durante um concerto com os Misfits.

O Devilock é um corte de cabelo criado por Glenn Danzig, batizado por Jerry Only e eternizado pela banda de horror punk Misfits. O penteado foi inspirado no cabelo de Elvis Presley, porém Glenn Danzig resolveu fazer uma "versão zumbi" do penteado, deixando a franja para baixo, ao contrário de Elvis que tinha uma enorme franja para cima.
No corte, apenas os cabelos da parte superior da cabeça são deixados longos e penteados para baixo e na direção do rosto, enquanto as laterais geralmente são raspadas ou penteadas de forma que os cabelos fiquem fixos e rente à cabeça, geralmente com o uso de gel. 
1. ↑  Antonio, Luis (29 de outubro de 2021). «O que é Horror Punk?». Downstage. Consultado em 14 de outubro de 2024